# Tobey Maguire
Tobias Vincent Maguire, detto Tobey (Santa Monica, 27 giugno 1975), è un attore e produttore cinematografico statunitense.
È principalmente noto per aver interpretato Spider-Man nell'omonima trilogia cinematografica diretta da Sam Raimi (2002-2007), ruolo ripreso nel più recente film Spider-Man: No Way Home che gli è valso il Guinness dei primati per "la carriera più lunga come personaggio Marvel live action" congiuntamente a J. K. Simmons e Willem Dafoe (nei rispettivi ruoli di J. Jonah Jameson e Norman Osborn/Goblin). Ha anche ricevuto il plauso dalla critica per le sue interpretazioni drammatiche in film come Brothers e La grande partita; insieme ad altre numerose interpretazioni in celebri film come Le regole della casa del sidro, Wonder Boys, Paura e delirio a Las Vegas, Pleasantville, Seabiscuit - Un mito senza tempo, Il grande Gatsby e Babylon.
Nel corso della sua carriera ha affrontato diversi generi cinematografici quali il dramma, biografico, thriller, fantasy, d'azione e romantico. Ha ricevuto tre candidature ai Screen Actors Guild Award e una ai Golden Globe e si è aggiudicato due Saturn Awards. Nel 2012, ha fondato la Material Pictures, una società di produzione, e ha co-prodotto Good People nello stesso anno.

## Biografia

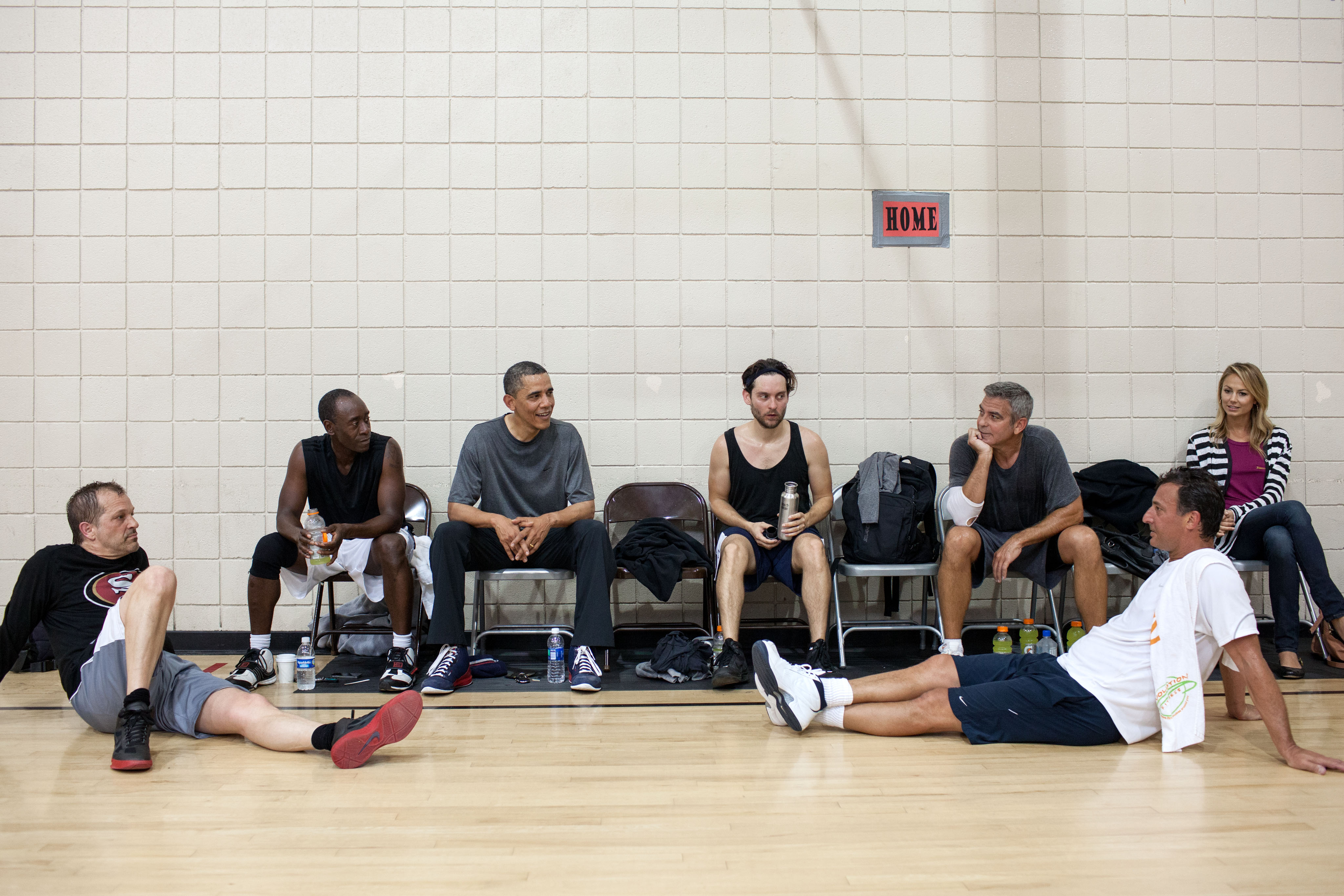
Tobey Maguire a Los Angeles con il presidente degli Stati Uniti Barack Obama e gli attori Don Cheadle e George Clooney insieme ai due grandi amici di quest'ultimo

Tobey è nato a Santa Monica, in California. Il padre, Vincent Maguire, era operaio edile e cuoco e aveva origini irlandesi, francesi, danesi e anche austriache e portoricane, mentre sua madre, Wendy Brown, di origini inglesi, era segretaria, poi divenuta sceneggiatrice e produttrice. Alla sua nascita i genitori avevano rispettivamente 20 e 18 anni, si sono sposati solo successivamente e hanno poi divorziato quando Tobey aveva due anni; per questo motivo, ha trascorso la maggior parte dell'infanzia spostandosi di città in città, vivendo alternativamente con uno dei genitori o altri membri della famiglia.
Inizialmente Tobey aveva intenzione di seguire le orme del padre diventando cuoco, ma la madre gli promise 100 dollari se si fosse iscritto al corso di recitazione e lui accettò.
L'attore ha apportato modifiche alla propria dieta per aumentare o perdere peso per i ruoli cinematografici: ha ridotto drasticamente l'apporto calorico per il film Seabiscuit, seguito da un rapido aumento per riguadagnare peso per Spider-Man 2.

### Carriera

#### 1989-95: inizio carriera

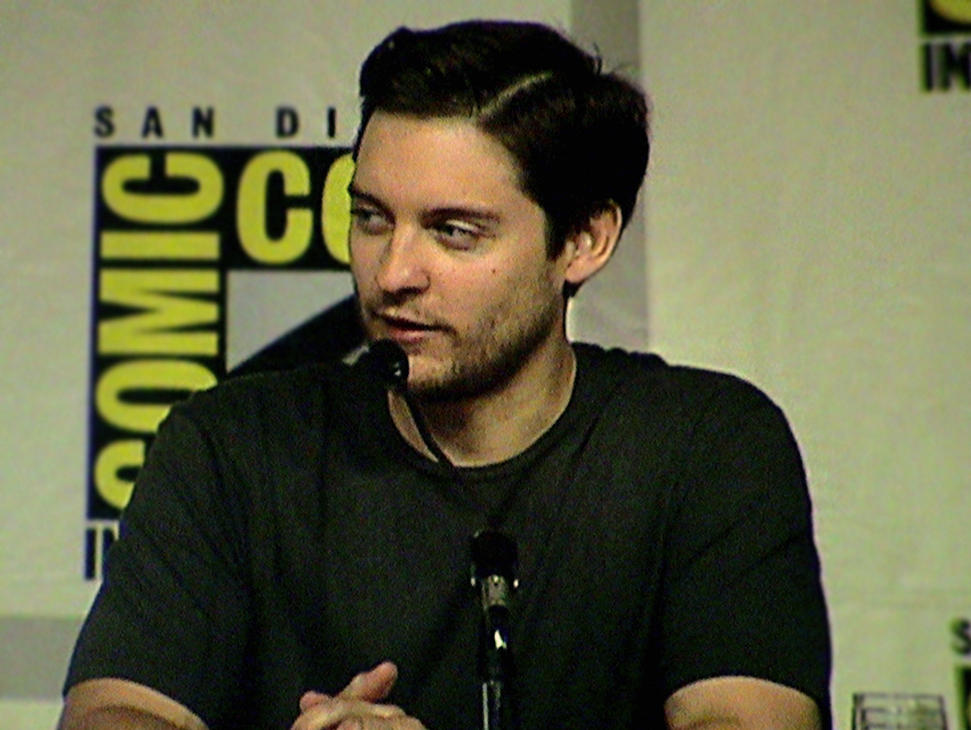
Tobey Maguire al Comic-Con International nel 2006

Il suo primo ruolo da attore come comparsa risale al 1989, nel film Il piccolo grande mago dei videogames. Nei primi tempi era solito interpretare personaggi più giovani rispetto alla sua età reale: addirittura nel 2002 Tobey sullo schermo era ancora un adolescente, nonostante i suoi 27 anni. È apparso in una lunga serie di pubblicità e ruoli minori (uno dei quali a fianco di Chuck Norris in Walker Texas Ranger). È stato scritturato per il ruolo principale in Great Scott, una serie televisiva prodotta dalla Fox che fu cancellata dopo cinque settimane di programmazione.
Nel 1995, Tobey Maguire è stato scelto per un ruolo da protagonista nel film Empire Records, ma a causa dei suoi problemi con l'alcolismo è uscito a metà strada dal film. Nel 1997 ottiene il ruolo di Paul Hood, un adolescente in collegio la cui narrazione introduce l'azione nel film di Ang Lee Tempesta di ghiaccio. Nel film del 1998 Paura e delirio a Las Vegas ha interpretato un autostoppista che incontra Raoul Duke e il dottor Gonzo durante il loro viaggio a Las Vegas al fianco di Johnny Depp e Benicio del Toro. Segue una serie di film in cui veste i panni di un ragazzo impegnato nel raggiungimento della maturità: Pleasantville, Le regole della casa del sidro e Wonder Boys, grazie alla quale ottiene la sua prima candidatura agli Screen Actors Guild Award insieme al resto del cast.
Dopo questi film Maguire è diventato noto come un attore versatile in grado di interpretare un'ampia varietá di ruoli. Nel film Cavalcando col diavolo del 1999, Maguire ha interpretato Jakob Roedel, al fianco di Jewel Kilcher . Qui interpreta il figlio di un immigrato tedesco unionista che si unisce ai suoi amici del sud nei cavalieri del Missouri, vendicando le atrocità commesse contro i Missouri dai Kansas Jayhawkers e dai redleggers. Nel 2001, Maguire ha interpretato un ruolo che ha caratterizzato la sua voce dal suono giovanile, un cucciolo di beagle di nome Lou, nel film per famiglie Cats & Dogs.

#### 2002-13: la trilogia diSpider-Man,SeabiscuiteBrothers

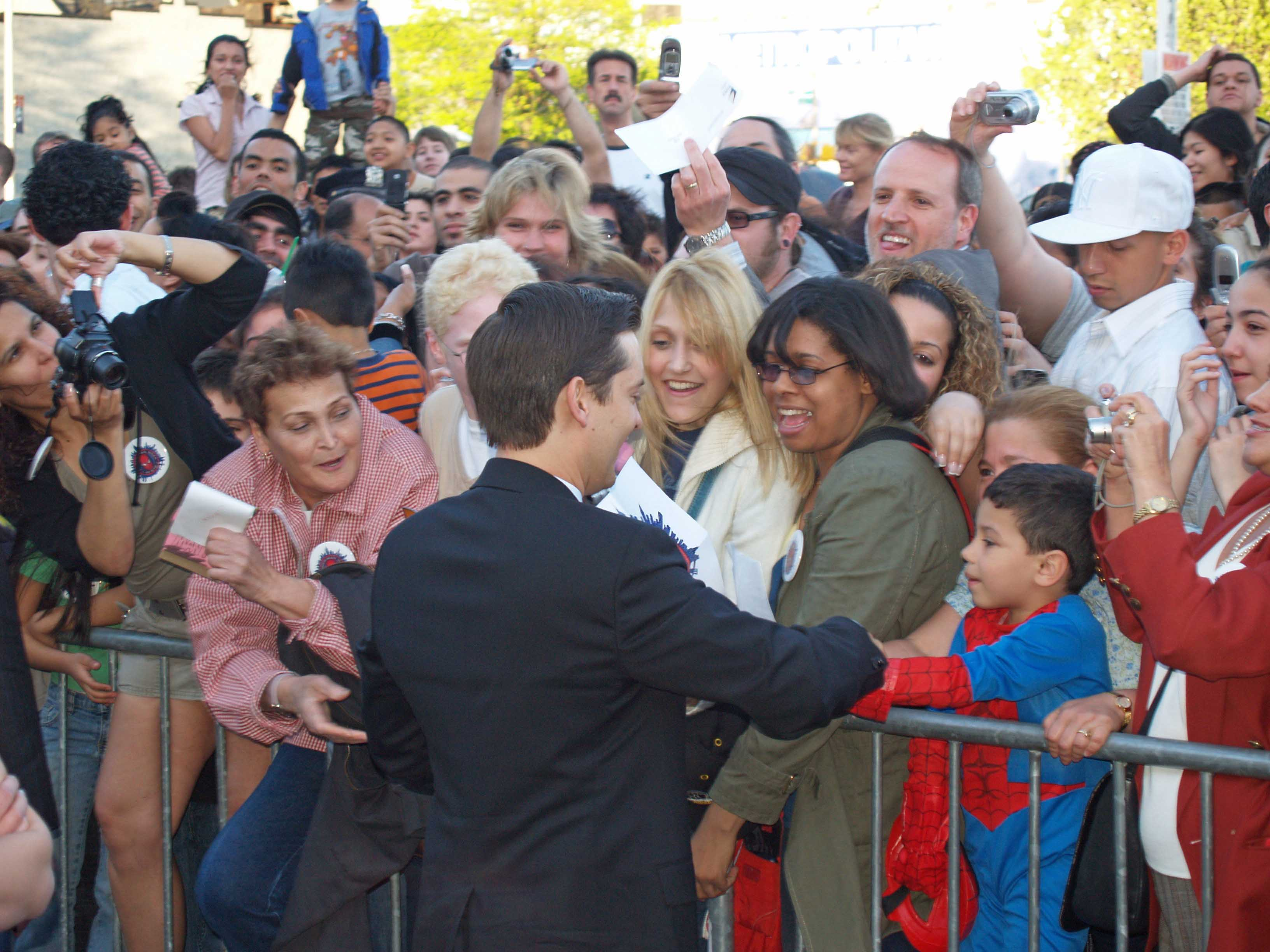
Tobey Maguire saluta i suoi fans alla première di Spider-Man 3 nel 2007

Nel 2002, Maguire ha recitato in Spider-Man nei panni del protagonista, basato sul popolare supereroe Marvel Comics diretto dal regista Sam Raimi. Il film è stato un grande successo e ne ha fatto una star. Ha ripreso il ruolo nei sequel Spider-Man 2 (2004) e Spider-Man 3 (2007), e ha anche fornito la voce di Spider-Man per gli adattamenti dei videogiochi dei film. Tutti e tre i film hanno continuato a far parte dei film di maggior incasso ogni anno e le capacità di recitazione di Maguire sono state elogiate dalla critica.
La sua interpretazione di Spider-Man gli è valsa delle ottime recensioni. Mark Caro del Chicago Tribune ha scritto che "con i suoi occhi grandi, rotondi e pieni di sentimento, Maguire è sempre stato in grado di trasmettere un senso di meraviglia, e anche il suo istinto per l'eufemismo gli serve bene qui". A causa di complicazioni nella sceneggiatura e nella produzione, un quarto film di Spider-Man proposto non si è concretizzato. La Columbia Pictures di Sony ha deciso di riavviare il franchise con The Amazing Spider-Man, uscito il 3 luglio 2012, con protagonista Andrew Garfield.
Maguire ha consolidato la sua notorietà nel 2003 con il ruolo del fantino John M. "Red" Pollard nell'acclamato Seabiscuit - Un mito senza tempo, riguardo al famoso cavallo da corsa americano, grazie alla quale ottiene la sua seconda candidatura agli Screen Actors Guild Award insieme agli altri membri del cast.
Nel 2006, ha recitato nel suo primo ruolo malvagio nel ruolo del caporale Patrick Tully al fianco di George Clooney e Cate Blanchett nel film Intrigo a Berlino di Steven Soderbergh, basato sull'omonimo romanzo di Joseph Kanon. È anche un produttore i cui crediti di produzione includono 25th Hour (2002), Qualunque cosa facciamo e Seabiscuit (2003), per i quali è stato produttore esecutivo. 
Nel 2008, ha fatto un'apparizione cameo nella commedia d'azione Tropic Thunder. Nel 2009 è il protagonista, a fianco di Natalie Portman e Jake Gyllenhaal, di Brothers, per la cui interpretazione riceve il plauso dalla critica e ottiene una candidatura ai Golden Globe. Nel 2011 è stato protagonista del film The Details. Avrebbe dovuto riprendere il ruolo di Spider-Man in Spider-Man 4 nel 2011, film che sarebbe stato diretto nuovamente da Sam Raimi ma la Sony Pictures Entertainment cancellò il film nel 2010 per poi fare The Amazing Spider-Man nel 2012, film che fa da reboot alla trilogia, il film ha avuto un sequel nel 2014.
Nel 2012 ottenne un piccolo cameo nel film Vita di Pi di Ang Lee ma fu poi sostituito a causa della sua troppa notorietà, che andava contro il resto del cast, formato da soli attori sconosciuti.

#### 2013-2021:Il grande Gatsby,La grande partitae pausa dal cinema

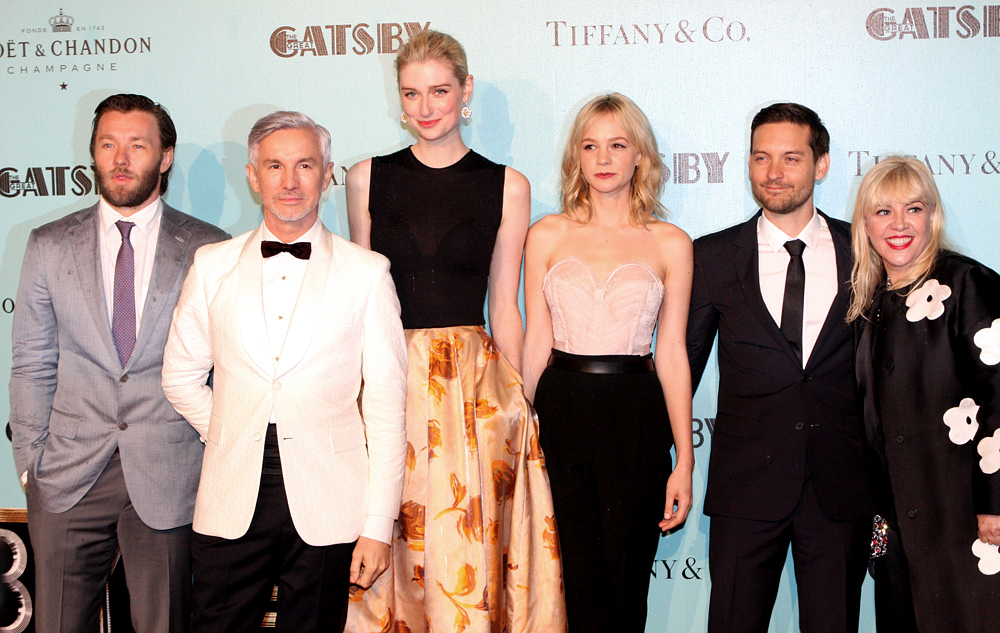
Joel Edgerton, Baz Luhrmann, Elizabeth Debicki, Carey Mulligan, Tobey Maguire e Catherine Martin alla première de Il grande Gatsby nel 2013

Nel 2013 ha recitato al fianco di Leonardo DiCaprio nel film Il grande Gatsby e nel 2014 interpreta il celebre scacchista Bobby Fischer nel film La grande partita, grazie alla quale riceve lodi particolari sulla sua performance da gran parte della critica. Nel 2017 è tra le voci del cartone animato Baby Boss. Da quest'anno si prenderá una pausa dalla recitazione per motivi personali per poi tornare a recitare nel 2021.

#### 2021-presente: il ritorno al cinema
Nel 2021 torna a vestire i panni di Spider-Man nel film del Marvel Cinematic Universe Spider-Man: No Way Home: qui Maguire e Garfield riprendono i loro ruoli dai film di Raimi e Webb interpretando dei Pater Parker da altri universi che incontrano quello dell'MCU, interpretato da Tom Holland. Grazie a questo film Maguire ottiene il Guinness dei primati per la carriera più lunga come personaggio della Marvel.
Nel 2022 ha preso parte al film Babylon diretto da Damien Chazelle a fianco di Brad Pitt e Margot Robbie.

## Vita privata
Vegano e astemio, nel 1992 e nel 2002 è stato eletto dalla PETA come vegetariano più sexy dell'anno. Precedentemente fidanzato con l'attrice Rashida Jones, il 3 settembre 2007 ha sposato alle Hawaii Jennifer Meyer, designer di gioielli. La coppia ha avuto due figli, Ruby Sweetheart (2006) e Otis Tobias (2009). Nell'ottobre 2016 la coppia annuncia la separazione. Ha sofferto di dipendenza dall'alcol e si è dimostrato un ottimo giocatore di poker, organizzatore di importanti partite insieme ad altre famose celebrità, come Leonardo DiCaprio (suo amico sin dall'infanzia: entrambi collezionano opere d'arte ), Matt Damon e Ben Affleck, anche se definito particolarmente competitivo e agguerrito.

## Filmografia

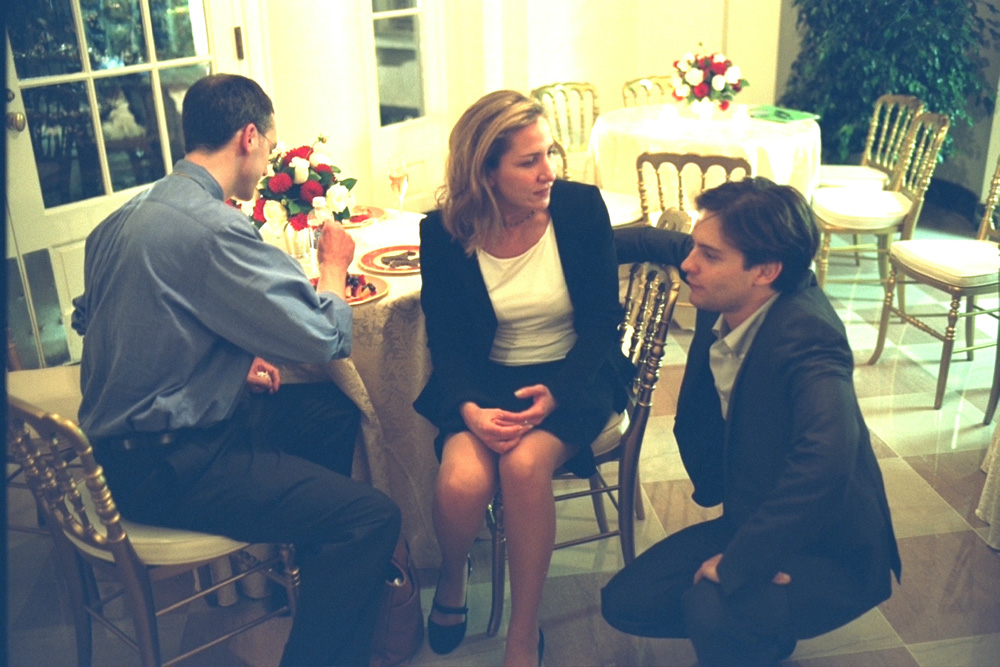
Borden Flanagan, Laura Hillenbrand e Tobey Maguire sul set del film Seabiscuit (2003)

### Attore

#### Cinema
- Il piccolo grande mago dei videogames (The Wizard), regia di Todd Holland (1989) – non accreditato
- Voglia di ricominciare (This Boy's Life), regia di Michael Caton-Jones (1993)
- S.F.W. - So Fucking What, regia di Jefery Levy (1994)
- Tempesta di ghiaccio (The Ice Storm), regia di Ang Lee (1997)
- Harry a pezzi (Deconstructing Harry), regia di Woody Allen (1997)
- Paura e delirio a Las Vegas (Fear and Loathing in Las Vegas), regia di Terry Gilliam (1998)
- Pleasantville, regia di Gary Ross (1998)
- Le regole della casa del sidro (The Cider House Rules), regia di Lasse Hallström (1999)
- Cavalcando col diavolo (Ride with the Devil), regia di Ang Lee (1999)
- Wonder Boys, regia di Curtis Hanson (2000)
- Don's Plum, regia di R.D. Rob (2001)
- Spider-Man, regia di Sam Raimi (2002) – Peter Parker / Spider-Man
- Seabiscuit - Un mito senza tempo (Seabiscuit), regia di Gary Ross (2003)
- Spider-Man 2, regia di Sam Raimi (2004) – Peter Parker / Spider-Man
- Intrigo a Berlino (The Good German), regia di Steven Soderbergh (2006)
- Spider-Man 3, regia di Sam Raimi (2007) – Peter Parker / Spider-Man
- Tropic Thunder, regia di Ben Stiller (2008) - cameo non accreditato
- Brothers, regia di Jim Sheridan (2009)
- The Details, regia di Jacob Aaron Estes (2011)
- Il grande Gatsby (The Great Gatsby), regia di Baz Luhrmann (2013)
- Un giorno come tanti (Labor Day), regia di Jason Reitman (2013)
- La grande partita (Pawn Sacrifice), regia di Edward Zwick (2014)
- Spider-Man: No Way Home, regia di Jon Watts (2021) – Peter Parker / Spider-Man
- Babylon, regia di Damien Chazelle (2022)
- Spider-Man: Across the Spider-Verse, regia di Joaquim Dos Santos, Kemp Powers e Justin K. Thompson (2023) – cameo con immagini di repertorio; Peter Parker / Spider-Man[10]

#### Televisione
- Scuola di football  (1st & Ten) – serie TV, episodio 7x12 (1990)
- Blossom - Le avventure di una teenager (Blossom) – serie TV, episodio 1x05 (1991)
- Pappa e ciccia (Roseanne) – serie TV, episodio 3x17 (1991)
- Due come noi (Jake and the Fatman) – serie TV, episodio 5x07 (1991)
- Gli acchiappamostri (Eerie, Indiana) – serie TV, episodio 1x08 (1991)
- Great Scott! – serie TV, 12 episodi (1992)
- Walker Texas Ranger (Walker, Texas Ranger) – serie TV, episodio 2x16 (1994)
- Spoils of War, regia di David Greene – film TV (1994)
- Un bambino chiede aiuto (A Child's Cry for Help), regia di Sandor Stern – film TV (1994)
- Tracey Takes On... – serie TV, 1 episodio (1996)
- Seduced by Madness, regia di Sandor Stern – film TV (1996)
- The Spoils of Babylon – miniserie TV, 6 episodi (2014)
- Extrapolations - Oltre il limite (Extrapolations) - miniserie TV, episodio 1x07 (2023)

### Produttore

#### Cinema
- La 25ª ora (25th Hour), regia di Spike Lee (2002)
- Whatever We Do, regia di Kevin Connolly - cortometraggio (2003)
- Seabiscuit - Un mito senza tempo (Seabiscuit), regia di Gary Ross (2003) - produttore esecutivo
- Country Strong, regia di Shana Feste (2010)
- Solo per vendetta (Seeking Justice), regia di Roger Donaldson (2011)
- Rock of Ages, regia di Adam Shankman (2012)
- Good People, regia di Henrik Ruben Genz (2014)
- La grande partita (Pawn Sacrifice), regia di Edward Zwick (2014)
- Sopravvissuti (Z for Zachariah), regia di Craig Zobel (2015)
- La quinta onda (The 5th Wave), regia di J Blakeson (2016)
- Migliori nemici (The Best of Enemies), regia di Robin Bissell (2019)
- Brittany non si ferma più (Brittany Runs a Marathon), regia di Paul Downs Colaizzo (2019)
- Io sono nessuno (Nobody), regia di Ilya Naishuller (2021)
- Babylon, regia di Damien Chazelle (2022)

#### Televisione
- The Spoils of Babylon – miniserie TV, 6 episodi (2014)

### Doppiatore
- Come cani e gatti (Cats & Dogs), regia di Lawrence Guterman (2001)
- Spider-Man - Il videogioco (Spider-Man) (2002) - videogioco
- Spider-Man 2 - Il videogioco (Spider-Man 2) (2004) - videogioco
- Spider-Man 3 - Il videogioco (Spider-Man 3) (2007) - videogioco
- Beyond All Boundaries, regia di David Briggs - cortometraggio (2009)
- Baby Boss (The Boss Baby), regia di Tom McGrath (2017)

## Riconoscimenti
- Golden Globe
  - 2010 – Candidatura per il miglior attore in un film drammatico per Brothers
- Empire Award
  - 2005 – Candidatura per il miglior attore per Spider-Man 2
- MTV Movie Award
  - 2003 – Miglior bacio per Spider-Man (condiviso con Kirsten Dunst)
  - 2003 – Candidatura per la migliore performance maschile per Spider-Man
  - 2005 – Candidatura miglior eroe per Spiderman 2
  - 2008 – Candidatura per il miglior combattimento per Spider-Man 3 (condiviso con James Franco)
  - 2022 – Candidatura per la miglior coppia per Spider-Man: No Way Home (condiviso con Tom Holland e Andrew Garfield)
- Saturn Award
  - 1999 – Miglior attore emergente per Pleasantville
  - 2003 – Candidatura per il miglior attore per Spider-Man
  - 2005 – Miglior attore per Spider-Man 2
  - 2010 – Candidatura per il miglior attore per Brothers
- Screen Actors Guild Award
  - 2000 – Candidatura per la migliore interpretazione di un cast per Le regole della casa del sidro
  - 2004 – Candidatura per la migliore interpretazione di un cast per Seabiscuit
  - 2023 - Candidatura al miglior cast cinematografico per Babylon
- Scream Award
  - 2007 – Miglior supereroe per Spider-Man 3
- Young Artist Award
  - 1993 – Candidatura per il miglior attore giovane per Great Scott
- Teen Choice Award
  - 2000 – Candidatura per il miglior attore per Le regole della casa del sidro
  - 2000 – Miglior bugiardo per Wonder Boys
  - 2002 – Miglior attore per Spider-Man
  - 2002 – Miglior bacio sullo schermo per Spider-Man
  - 2002 – Candidatura per la migliore coppia cinematografica sullo schermo per Spider-Man
  - 2007 – Candidatura per il miglior attore in un film d'azione per Spider-Man 3
  - 2007 – Candidatura per la migliore sequenza di ballo per Spider-Man 3
  - 2007 – Candidatura per il miglior combattimento cinematografico per Spider-Man 3
  - 2007 – Candidatura per il miglior bacio sullo schermo per Spider-Man 3
  - 2010 – Candidatura per il miglior attore per Brothers
- Guinness World Record
  - 2021 – Carriera più lunga come personaggio Marvel Live Action
- Nickelodeon Kids' Choice Award
  - 2003 – Candidatura per il miglior attore per Spider-Man
  - 2005 – Candidatura per il miglior attore per Spider-Man 2
- Golden Schmoes Award
  - 2002 – Candidatura per la celebrità preferita dell'anno
- National Movie Award
  - 2007 – Candidatura per la miglior performance maschile per Spider-Man 3
- Spike Video Game Award
  - 2004 – Candidatura per la miglior performance maschile per Spider-Man 2
- SFX Awards
  - 2003 – Candidatura per il miglior attore in un film fantasy per Spider-Man
- People's Choice Award
  - 2005 – Candidatura per il miglior attore in un film d'azione per Spider-Man 2
  - 2005 – Candidatura per la migliore coppia sullo schermo per Spider-Man 2
  - 2008 – Candidatura per la miglior coppia sullo schermo per Spider-Man 3
- Toronto Film Critics Association
  - 2000 – Miglior attore non protagonista per Wonder Boys
- Phoenix Film Critics Society
  - 2000 – Candidatura miglior attore non protagonista per Wonder Boys
- Online Film & Television Association
  - 2001 – Candidatura miglior attore non protagonista per Wonder Boys
- Prism Award
  - 2010 – Candidatura miglior attore per Brothers
- CinEuphoria Award
  - 2011 – Miglior attore per Brothers
- Tallinn Black Nights Film Festival
  - 2019 – Miglior film giovanile per Get Duked!
- Black Reel Award
  - 2003 – Candidatura per il miglior film per La 25ª ora

## Doppiatori italiani
Nelle versioni in italiano delle opere in cui ha recitato, Tobey Maguire è stato doppiato da:
- Marco Vivio in Voglia di ricominciare, Wonder Boys, Spider-Man, Seabiscuit - Un mito senza tempo, Spider-Man 2, Intrigo a Berlino, Spider-Man 3, Il grande Gatsby, Un giorno come tanti, La grande partita, Spider-Man: No Way Home, Babylon, Extrapolations - Oltre il limite
- Francesco Pezzulli in Cavalcando col diavolo, Brothers
- Massimiliano Alto in S.F.W. - So Fucking What
- Stefano Crescentini in Tempesta di ghiaccio
- Massimiliano Manfredi in Harry a pezzi
- Nanni Baldini in Paura e delirio a Las Vegas
- Alessandro Tiberi in Pleasantville
- Fabrizio Manfredi in Le regole della casa del sidro

Da doppiatore è sostituito da:
- Marco Vivio in Spider-Man 3 - Il videogioco, Baby Boss
- Fabrizio Vidale in Come cani e gatti
- Massimo Di Benedetto in Spider-Man 2 - Il videogioco